# Imotska krajina
Imotska krajina zemljopisno je područje u unutrašnjosti Dalmacije s Imotskim kao središtem.

## Povijest
Jedna je od najstarijih hrvatskih povijesnih regija.Velikim se dijelom prostire po Imotskom polju, odnosno, na prostoru stare hrvatske župe Imote.
Nalazi se u sastavu Hrvatskog kraljevstva i Hrvatsko-ugarskog kraljevstva pod nadležnosti obitelji Nelipić te Kosača. Pada pod Tursku vlast u 15. stoljeću. Oslobođenje Imotskog i okolice se dogodilo 2. kolovoza 1717. godine. Tada pada pod mletačku vlast. Požarevačkim mirom se veliki dio Imotske krajine ostaje pod Turskim carstvom (područje Posušja i Gruda) te se naziva Bekija (tur.- ostatak). Pod austro-ugarskom vlašću Imotski se razvija kao mali gradić u dalmatinskom zaobalju i postaje veliko tržišno središte cijele Krajine. Poslije Prvog svjetskog rata postaje dio Kraljevine SHS te 1941. NDH. Pod drugom Jugoslavijom doživljava ekonomski razvoj, ali također i početak raseljavanja ljudi radi političkih i ekonomski razloga. Danas je Imotska krajina jako raseljeno ruralno područje s Imotskim kao malim suvremenim gradićem iznad Imotskoga polja.

## Područje
Obuhvaća područje upravnih jedinica općina Ciste Provo, Lovreća, Prološca, Lokvičića, Runovića, Zmijavaca, Zagvozda, Podbablja, istočni dio općine Šestanovac i Grada Imotskoga, odnosno istočni dio splitsko-dalmatinske županije.
Zauzima 708,34 km četvorna.

## Klima
Klima je uglavnom submediteranska, u gorju iznad 600 m kontinentalna, a iznad 900m i pretplaninska. Zime su blage, u višim područjima hladne i snježne, dok su ljeta vruća i sušna.

## Priroda
Tlo je na prostoru Imotskog polja plodno i bogato vodom, dok okolna brda Imotske krajine većinom imaju polu-plodnu zemlju s povremenim nedostatcima vode. Smanjivanjem stočnih grla u Krajini prostor šume i niskih grmova se povećao. Najpoznatija planina je Biokovo koje je ujedno i granica obale i Imotske krajine. Najveća rijeka je Vrljika koja teče Imotskim poljem, a dragulji Krajine su Crveno i Modro jezero koja se nalaze iznad Polja. Također manje poznata jezera su Prološko blato i Galipovac.

## Kultura
Imotska krajina je uvijek bila nepresušan izvor narodne poezije,epova i pjesama. Od mnogih legendi o vilama, morama, vješticama i drugim bićima ističu se i epovi (balade). Daleko najpoznatiji je Hasanaginica koju je popisao Alberto Fortis putujući kroz Zagoru. Nju i dan danas Imoćani baštine kroz najpoznatiji instrument Dinarskog podneblja, gusle. Mnogi epovi i pjesme o hrvatskoj povijesti su opjevani na guslama te se tako prenosilo znanje sa starijih na mlađe. Također su poznate diple, uz koje se igralo kolo. Najpoznatije kolo je vinjansko kolo (djevojka je unutar kola, a momak van. Oni se nadpjevavaju uz pomoć ostalih u kolu te se na kraju udruže skupa kao par.)
Od vokalni načina glazbovanja daleko najraširenija je ganga. Nastala je početkom 20.stoljeća te je izgurala iz mode starije načine pjevanja. Ostali te vjerojatno stariji načini pjevanja su brojke,ojkanje,putničko pjevanja itd. Danas je ganga manje popularna kod mlađe generacije, ali je uz pomoć nosača zvuka očuvana za buduće generacije tako da se taj stari i zahtjevan način pjevanja bar preko toga može naučiti i baštiniti. 

## Vanjske poveznice
- Službena stranica turističke zajednice Imotski (hrv.)
- Josip Šerić: Iz povijesti: 10.travnja 1941. u Imotskoj krajini   Arhivirana inačica izvorne stranice od 19. ožujka 2018. (Wayback Machine), Podbablje Portal. 10. travnja 2017.